# Jacques Houdek
Jacques Houdek (rođen kao Željko Houdek; 14. travnja 1981., Velika Gorica) hrvatski je pjevač, nadimka 'Gospodin Glas'. U svojoj diskografiji ima 13 diskografskih izdanja, a albumi su mu prodani u pet srebrnih, i u jednoj zlatnoj, platinastoj i dijamantnoj nakladi.
Osim na hrvatskom, pjevao je i snimao na engleskom, talijanskom, njemačkom, španjolskom, francuskom, slovenskom, makedonskom, pa čak i maorskom jeziku. 
Kontinuiranu samostalnu profesionalnu karijeru započeo je 2000. godine, a do danas je održao tisuće koncerata u Hrvatskoj i regiji te ostvario uspješne suradnje s nizom eminentnih glazbenika.
Sudjelovao je u glazbenom showu THE VOICE – najljepši glas Hrvatske kao mentor, a u prvoj sezoni doveo je članicu svog tima – Ninu Kraljić – do pobjede. 
Dana, 17. veljače 2017. objavljeno je da će Jacques predstavljati Republiku Hrvatsku na Natjecanju za pjesmu Eurovizije u Kijevu 2017. s pjesmom My Friend.
Na pjesmi Eurovizije u Kijevu 2017. ulazi u finale, te tamo svojim vokalnim sposobnostima i scenskim nastupom ostvaruje 13. mjesto, nakon 2006. godine najbolji hrvatski plasman na tom natjecanju.

## Glazbeni početci
Od najranije dobi pokazivao je sklonost glazbi. U osnovnoj je glazbenoj školi svirao glasovir, dok je srednjoškolsko obrazovanje završio u odjelu solo pjevanja, u klasi profesorice Viktorije Badrov. U Bostonu 2001. godine upisuje solo pjevanje na prestižnom Berklee College of Music, a svoje vokalne sposobnosti usavršava na seminarima u Francuskoj, Grčkoj i Italiji. Kao iznimno mlad i talentiran glazbenik započinje održavati tjedne klupske koncerte u zagrebačkom klubu glazbenika Sax. Ti koncerti potrajali su čak osam sezona i danas se među zahtjevnom i probranom publikom spominju kao kultni glazbeni događaji.
Prvi singl, pjesma 'Čarolija', Jacquesu izlazi 2002. godine, a njome se široj publici predstavio na Dori, hrvatskome natjecanju za pjesmu Eurovizije, gdje ga je zamijetio i maestro Zdravko Šljivac, ponudio mu suradnju i javno ga pohvalio. Već sljedećeg mjeseca Jacques potpisuje ekskluzivni izdavački ugovor s diskografskom kućom Croatia Records, s kojom još i danas uspješno surađuje, a plod te uspješne suradnje su čak 13 diskografskih izdanja.
Jacquesov je zbog prodaje svojeg prvog albuma dječjih pjesama Kad si sretan nagrađen dijamantnom pločom.

## Diskografija
- "Čarolija", 2004.
- "Kad si sretan", 2005.
- "Živim za to", 2006.
- "Live in Gavella" (DVD), 2007.
- "Za posebne trenutke", 2007.
- "Live in SAX!", 2008.
- "Idemo u zoološki vrt", 2008.
- "Crno i bijelo", 2008.
- "Najljepše ljubavne pjesme", 2010.
- "Najveći božićni hitovi", 2010.
- "Meni za ljubav", 2012.
- "The Best of Collection", 2015.
- "Tko je, srce, u te dirn'o?", 2016.
- "Glavom i bradom", 2021.

## Diskografske nagrade i priznanja
Jacques je četverostruki dobitnik hrvatske diskografske nagrade Porin:
- Najbolji novi izvođač, 2004.
- Najbolja muška vokalna izvedba, 2006.
- Najbolji album za djecu, 2009.
- Najbolji božićni album, 2010.

Nominacije za nagradu Porin ostvaruje i u kategorijama:
- Hit godine
- Najbolji pop album
- Najbolja vokalna suradnja
- Najbolji album tamburaške glazbe

## Festivalske nagrade i priznanja
- Bihaćki festival (2. i 3. nagrada), 2004.
- Melodije Kvarnera (Grand Prix), 2004.
- Banjalučki festival (Najbolja vokalna izvedba), 2005.
- Radijski festival BiH (Nagrada za najboljeg hrvatskog izvođača), 2005.
- Bihaćki festival (Najbolja vokalna izvedba), 2006.
- Krapinski festival (2. nagrada stručnog suda), 2007.
- Radio M, BiH (Nagrada za najboljeg hrvatskog izvođača), 2008.
- Mostar (Grand Prix), 2009.
- Budva (Nagrada za najbolji aranžman i 3. nagrada stručnog suda), 2009.
- Ohrid fest (1. nagrada stručnog suda), 2009.
- HRF (Nagrada glazbenih urednika), 2009.
- CMC festival (Najslušanija pjesma), 2010.
- Narodni radio (TOP 10 pjesama 2016. godine), 2017.

## Televizijski, koncertni i profesionalni uspjesi
- 2003. – član žirija glazbenog realityja "Story Supernova" (Nova TV)
- 2007. – član žirija glazbenog realityja "Showtime" (Nova TV)
- 2007. i 2010. – pobjednik HRT-ova showa "Zvijezde pjevaju" (HRT)
- 2015. mentor pobjednik u showu THE VOICE – najljepši glas Hrvatske (HRT)
- Održao tisuće nastupa i koncerata diljem Hrvatske i regije
- Podržao stotine humanitarnih akcija i koncerata
- 2007. do danas - 12 puta rasprodao KD ''Vatroslav Lisinski'', samostalni koncerti
- 14.05.2006. – koncertna promocija albuma u kazalištu Gavella u Zagrebu
- 14.02.2007. – Valentinovo u Komediji (koncert povodom Dana zaljubljenih)
- 19.12.2010. – Lincoln Centre, New York, koncert povodom 10. godišnjice karijere
- 19.02.2012. – Gala koncert 'Jacques Houdek & dive', HNK Zagreb
- 12.08.2016. – Velika Ljetna pozornica u Opatiji, gala koncert 'Najljepši glas pjeva za Vas'
- 20.11.2016. – HNK Split, 'Dva glasa – dva instrumenta', Jacques Houdek & Nina Kraljić
- 2007. do danas – redovno u TOP 20 najslušanijih izvođača u RH (prema izvješću HUZIP-a)
- 2016. igrao glavnu ulogu u dječjem spektaklu 'Kraševa Slatka bajka' (rasprodan čak 23 puta)
- Jacques je redovan član Hrvatskog društva skladatelja (HDS) i autor mnogih svojih uspješnica.

## Profesionalne suradnje

#### Glazbenici
Goran Kovačić, Robert Vrbančić, Alan Dović, Kristijan Zebić, Krunoslav Dražić, Antun Stašić, Ante Gelo, Krunoslav Levačić, Dalibor Marinković, Davor Černigoj, Nebojša Buhin, Zlatan Došlić, Igor Geržina i dr.

#### Producenti
Predrag Martinjak, Tihomir Ivanetić, Bojan Šalomon, Nikša Bratoš, David Vurdelja, Tihomir Preradović, Mahir Sarihodžić, Olja Dešić, Boris Đurđević, Dalibor Paurić, Hrvoje Runtić i dr.

#### Autori
Ante Pecotić, Aleksandra Milutinović, Aleksandra Kovač, Andrea Čubrić, Bruno Kovačić, Ivana Plechinger, Ines Prajo, Arijana Kunštek, Zorana Šiljeg, Tonči Huljić, Ivica Krajač, Ivan Škunca i dr.

#### Dirigenti
Zdravko Šljivac, Alan Bjelinski, Siniša Leopold, Stipica Kalogjera, Nikica Kalogjera, Joško Banov i dr.

#### Ansambli
Djevojački zbor 'Zvjezdice', Dječji zbor 'Klinci s Ribnjaka', Zagrebački solisti, Big Band HRT-a, Ante Gelo Big Band, Nikša Bratoš Band, Tamburaški orkestar Krunoslava Dražića, Tamburaški orkestar HRT-a, Maestro orkestar Antuna Stašića i dr.

#### Pjevači
Tereza Kesovija, Gabi Novak, Josipa Lisac, Radojka Šverko, Vera Svoboda, Zdenka Kovačiček, Zdenka Vučković, Doris Dragović, Nina Badrić, Vanna, Ivana Kindl, Ivana Husar, Maja Blagdan, Kaliopi, Oliver Dragojević, Krunoslav Slabinac, Tony Cetinski, Massimo, Marko Tolja, grupa Erato i dr.

## Međunarodni uspjesi
U siječnju 2011. na pjevačkom natjecanju „Open Mic UK” u Londonu zauzeo je 4. mjesto od ukupno 16,000 prijavljenih natjecatelja, u finalu koje je održano u O2 Areni. Sudjelovao je i u britanskom showu „X Factor”, gdje je dobio nadimak „Croatian Sensation“ i izborio ulazak u top 100 kandidata, međutim, natjecanje nije mogao nastaviti zbog činjenice što nije imao radnu dozvolu. Na finalu Eurosonga 2017. u Ukrajini zauzeo je 13. mjesto s pjesmom "My Friend".